# Pretvarač hrđe
Pretvarač hrđe kemijska je otopina koja nanošenjem na željezo ili čelik pretvara hrđu, oksidirano željezo, u neaktivan sloj zaštitnih svojstava. Ovi spojevi hrđu, to jest željezov III. oksid pretvaraju u crni sloj koji je dobro vezan na podlogu te štiti metal od daljnje korozije.

## Uobičajeni sastojci
Najčešće su to vodene otopine zasnovane na taninskoj kiselini i organskom polimeru. Taninska kiselina kemijskim putem pretvara crveni željezni oksid, hrđu u plavo crni željezni tanat, znatno stabilniji spoj. Sadrže i druge sastojke, poput organskih otapala. Neki pretvarači hrđe sadrže još i fosfornu kiselinu, ova snižava pH otopine te ubrzava kemijske reakcije( no mogu biti zasnovani i samo na spomenutoj u tom slučaju iz željezo-III-oksida nastaje željezo-III-fosfat).

## Primjer sastava
- 1 l destilirane vode
- 200 gm taninske kiseline
- 150 ml etilnog alkohola[4]

Može se koristiti i znatno manje količine tanina, npr. 20 grama. Ako dodamo i 15 mll fosforne kiseline zaštitna će svojstva biti još bolja. Shreirov patent USPT 2,854,368 iz 1958. daje nešto drugačiju formulu( ovo je tek jedna od više varijanti!) – 50 gr tanina,250 ml fosforne kiseline.200 ml etanola i 600 ml vode. Ako prevlaku tanina još naknadno po sušenju prevučemo otopinom natrijeva dekanoata (17 gr dekanoične kiseline i 2 grama natrijeva hidroksida otopimo u litri vode kojoj dodamo i 150 mll etanola) dobiveni sloj postaje izrazito hidrofoban,te znatno boljih zaštitinih svojstava.

## Povijest
Pretvarači hrđe zasnovani na taninu razvijeni su krajem pedesetih godina prošlog stoljeća(Shreirov patent USPT 2,854,368 iz 1958., prijavljen 1956.).Po nekim izvorima za reakciju između željeza i tanina znali su već u starom vijeku,te je ista korištena za identifikaciju željeza.Američki traperi dan danas kao i nekada štite željezne klopke od hrđe tako da ih drže u vodi u kojoj se kuhala kora javora, orahove ljuske ili kampeševina.
Uporaba u konzerviranju restauriranju raširila se nakon 1966. kada Pelikan objavljuje svoj članak i na engleskom jeziku ( tekst je prvo objavljen na češkom 1964.).Na njemačkom govornom području prvi se članak objavljuje 1968.Godine 1996. amerikanci D.Keith i W.Carlin razvijaju taninski inhibitor korozije koji se može nanijeti i na predmete tretirane 
mikrokristalnim voskom. Godine 2009. kinezi patentiraju taninski korozioni inhibitor namijenjen zaštiti kulturne baštine.

## Uporaba
Obično se koriste na predmetima koji se teško pjeskare, poput vozila, prikolica, ograda. 

### Uporaba u konzervaciji restauraciji metala
Može ih se koristiti i u konzerviranju restauriranju povijesnih, te arheoloških predmeta kulturne baštine od željeza i čelika. Po nekim novijim istraživanjima ako ih se kombinira s dekanoatima zaštita je daleko bolja, nastali crni sloj postaje otporniji na vodu i vlagu. Uporaba taninskih otopina tipična je ilustracija konzervativnosti konzervatorsko restauratorske struke; uprkos manama, postupak je korišten dugi niz godina te je postao integralni dio prakse unatoč činjenici da je otprilike u isto vrijeme razvijen i za uporabu predložen nešto složeniji postupak fosfatiranja na osnovi heksametafosfata koji je također tolerirao manju količinu korozionih produkata te nije imao problematičnu i neprirodnu crnu boju prevlake.

## Vanjske poveznice
- "Comparative Study of Commercially Available Rust Converters"
- "Evaluation of Commercial Rust Converters as a Tool for Corrosion Control" (PDF, 15 MB)  Arhivirana inačica izvorne stranice od 6. ožujka 2021. (Wayback Machine)
- "The Conservation of Two Cast Iron Bells at the Lac Qui Parle Mission Historic Site" (PDF, 131 kB)